# Xenofrea anoreina
Xenofrea anoreina är en skalbaggsart som beskrevs av Tavakilian och Néouze 2006. Xenofrea anoreina ingår i släktet Xenofrea och familjen långhorningar.
Artens utbredningsområde är Venezuela. Inga underarter finns listade i Catalogue of Life.